# الئونورا سیرس
 الئونورا سیرس (انگلیسی: Eleonora Sears؛ ۲۸ اکتبر ۱۸۸۱ – ۱۶ مارس ۱۹۶۸) یک تنیس‌باز اهل ایالات متحده آمریکا بود.